# 粗肋草屬
粗肋草屬也称广东万年青属，為天南星科中Aglaonema屬植物的通稱(名：銀皇后)，原產於亞洲東南部的印度、泰國、越南、菲律賓、馬來西亞及印尼等地，為多年生常綠草本植物，粗肋草之原生種約50種，另有許多雜交種與栽培品種，主要為盆栽觀賞或者切葉生產植物。
植株高度20-150公分。葉互生，披針形至狹卵形，葉長10-45公分，葉寬4-16公分。花小不明顯，花序為佛焰花序，佛焰苞白色或綠白色，果實為漿果，成熟時會變為紅色。
粗肋草的汁液具有毒性，碰觸到汁液時，會導致皮膚發炎，不小心吃到時，會造成嘴巴、嘴唇、喉嚨及舌頭發炎。

## 粗肋草名字的由來
粗肋草為全球常見的室內觀賞植物，又名廣東萬年青、亮絲草，屬名Aglaonema為aglaos（輝耀）與nema（絲）組合而成，有其雄蕊富光澤之意，英文亦以aglaonema為名，中名粗肋草則以其葉脈中肋明顯粗大而得名。

## 粗肋草的繁殖法
粗肋草可用分株、扦插與種子繁殖等三種繁殖方式，分株繁殖方式數量太少，而種子繁殖雖是發展新品種必須手段，但所需時間太長，由種子萌芽至成株時間需要兩年半的時間，不適用於大量生產方式，目前大多以頂芽及莖段兩種扦插法為主要的繁殖方式。

## 粗肋草的病害
粗肋草生長期間少有病害發生，台灣現今有紀錄者包括炭疽病（Colletotrichum gloeosporioides）及兩種疫病Phytophthora meadii、P. parasitica，病毒病害則有芋頭嵌紋病毒（Dasheen mosaic virus）以及細菌性軟腐病Erwinia chrysanthemi(Pectobacterium chrysanthemi)。

## 粗肋草在台灣園藝市場的重要性
根據中華民國海關統計月報中顯示，民國九十年（2001年）粗肋草為僅次於蔓綠絨、黛粉葉、彩色海芋及火鶴花外第五大天南星科出口植物，亦為台灣十大外銷出口之觀葉植物之一，足見其重要性。另外根據美國太空總署的研究發現，粗肋草對於淨化室內空氣懸浮粒子有顯著的效果，可推廣為淨化空氣的室內觀賞植物；而其葉片具有多樣色彩及條紋變化，美國佛羅里達州的觀葉植物生產業者也將粗肋草作為一種可炒作的高經濟栽培作物，並列名為美國最有潛力三大觀葉植物之一。

## 種類
- Aglaonema brevispathum
- 細斑粗肋草（Aglaonema commutatum）
- 心葉粗肋草（Aglaonema costatum）
- 白雪粗肋草（Aglaonema crispum）
- Aglaonema hookerianum
- 粗肋草（Aglaonema modestum），又名廣東萬年青。
- Aglaonema nebulosum
- 長葉粗肋草（Aglaonema nitidum）
- 絨葉粗肋草（Aglaonema pictum）
- 圓葉粗肋草（Aglaonema rotundum）
- 白肋粗肋草（Aglaonema siamense）
- 常青粗肋草（Aglaonema simplex）

## 粗肋草的品種
- 愛玉粗肋草（'Chalit's Fantasy'）
- 箭羽粗肋草（'Curtisii'）
- 黃馬粗肋草（'King of Siam'）
- 馬尼拉粗肋草（'Manila'）
- 凱旋門粗肋草（'Manila Whirl'）
- 美少女粗肋草（'Silver Bay'）
- 銀王粗肋草（'Silver King'）
- 銀后粗肋草（'Silver Queen'）
- 雪后粗肋草（'Snow Queen'）
- 黑美人粗肋草（'Treubii'）
- 白馬粗肋草（'White Tip'）

現今台灣約有廿種栽培品種，常見者分別為箭羽、銀王、銀后、雪后、愛玉、凱旋門、馬尼拉、白馬、黃馬、黑美人、美少女粗肋草等。

## 文獻出處
1. 1 2  楊恭毅。1984。Aglaonema Schott。楊氏園藝植物大名典(III)，3250-3260頁。中國花卉雜誌社。台北。
2. ↑  Brown, F. B. 2001. The amazing Aglaonema houseplant to the world. Valkaria: Valkaria Tropical Gardens, 140pp.
3. ↑  Henny, R. J. 1982. Breeding potential in the genus Aglaonema. Aroideana 5: 99-100.
4. ↑  張錦興。2004。天南星科觀賞盆栽植物栽培與設施建立及管理。天南星科病蟲害防治講習會，行政院農委會動植物防疫檢疫局主辦。台中：農委會農業試驗所。
5. ↑  .   [2008-04-11]. （原始内容存档于2008-05-03）.
6. ↑  陳佳惠。2001。粗肋草品種特性、開花調節與結實之研究。國立台灣大學園藝學研究所碩士論文。台北。142頁。
7. 1 2 3  張錦興。2003。粗肋草的栽培及品種介紹。農業世界雜誌 234: 64-71。
8. ↑  楊秀珠。1990。臺灣植物炭疽病菌種類之研究。日本北海道大學農學院農學博士論文。札幌。290頁。
9. ↑  Ann, P. J. 1992. Phytophthora disease of ornamental plants in Araceae in Taiwan. Plant Pathol. Bull. 1: 79-89.
10. ↑  Ann, P. J., and Ko, W. H. 1990. New Phytophthora diseases of flowers and ornamental plants in Taiwan. Plant Prot. Bull. 32: 341(Abstract).
11. ↑  柯南靖、梁耀光、楊佐琦。1988。利用免疫螢光標示法鑑定芋頭嵌紋病毒。植保會刊 30: 422(摘要)。
12. ↑  Chou, Y. C., C. T. Feng, W. C. HO. 2006. First Report of Aglaonema Bacterial Blight Caused by Erwinia chrysanthemi in Taiwan. Plant Dis. 90: 1358
13. ↑  葉德銘。2004。觀葉植物之產業發展。天南星科病蟲害防治講習會，行政院農委會動植物防疫檢疫局主辦。台中：農委會農業試驗所。